# Arbun
Arbun (Pagellus erythrinus) naziva se još arbul, arbor, ribun, rumenac, višćica, fag. Ružičastocrvene je boje, a kada je ulovljen vide mu se plavkaste točkice po tijelu. Sličan je malom pagru, oblikom tijela i bojom. Nastanjuje cijeli Jadran, a najdraža su mu ljušturasta dna i brakovi. Žive na dubini od 10 do 200 metara, a u zimskim mjesecima dublje od 30 metara. Žive u plovama i spadaju u skupinu bentoskih životinja, dok su im jajašca pelagijalna. Može narasti i preko 3 kg težine. Mrijesti se u proljeće, sva mlađ su ženke koje nakon treće godine života pri veličini od otprilike 17 cm mijenjaju spol u muški.
Hrani se i noću i danju, najviše račićima i crvićima, ali i drugom hranom. Ima vrlo ukusno meso i vrlo je cijenjen.

## Rasprostranjenost
Arbun živi na području istočnog Atlantika od Zelenog rta (rta Cap-Vert) pa sve do sjevernih obala Velike Britanije. Također, prisutan je i u cijelom Sjevernom moru te Mediteranu, uključujući i Crno more.

## Vanjske poveznice
|  | Zajednički poslužitelj ima još gradiva o temi Arbun |
|  | Wikivrste imaju podatke o taksonu Arbun             |
|  | Wječnik ima rječničku natuknicu arbun               |